# Birgu
Birgu (también llamada Il-Birgu o Vittoriosa) es un pequeño municipio de Malta que tuvo un papel importante en el sitio de Malta en 1565. Es una de las tres ciudades más reconocidas en este pequeño país. 
La ciudad fue establecida en el Gran Puerto de Malta alrededor del Fuerte de San Ángel y sirvió como principal puerto para Malta. Cuando los Caballeros de San Juan arribaron en 1530, eligieron a Birgu como capital de Malta, sustituyendo a su antigua capital, Mdina, ya que no satisfacía sus requerimientos navales.
Después del asedio de Malta, el Gran maestre La Valette decidió que Monte Sceberras, la península que estaba al otro lado de Birgu, estaba libre del ataque, y decidió construir una nueva ciudad capital, tomando su nombre, La Valeta. Después del sitio, los Caballeros también titularon a Birgu como Città Vittoriosa (en español "ciudad victoriosa").
- Datos: Q752346
- Multimedia: Birgu / Q752346